# Laféline
Laféline település Franciaországban, Allier megyében. Lakosainak száma 183 fő (2022. január 1.). Laféline Bransat, Cesset, Fleuriel, Meillard, Le Theil és Treban községekkel határos.

## Népesség
A település népességének változása:
| Lakosok száma | 339  | 226  | 178  | 189  | 204  | 208  | 197  | 193  | 193  | 183  |
|               | 1968 | 1982 | 1990 | 2006 | 2013 | 2015 | 2017 | 2019 | 2020 | 2022 |